# La Guardia de Jaén, Jaén

Stemă

La Guardia de Jaén este un oraș din Spania, situat în provincia Jaen din comunitatea autonomă Andaluzia. Are o populație de 3.301 de locuitori.

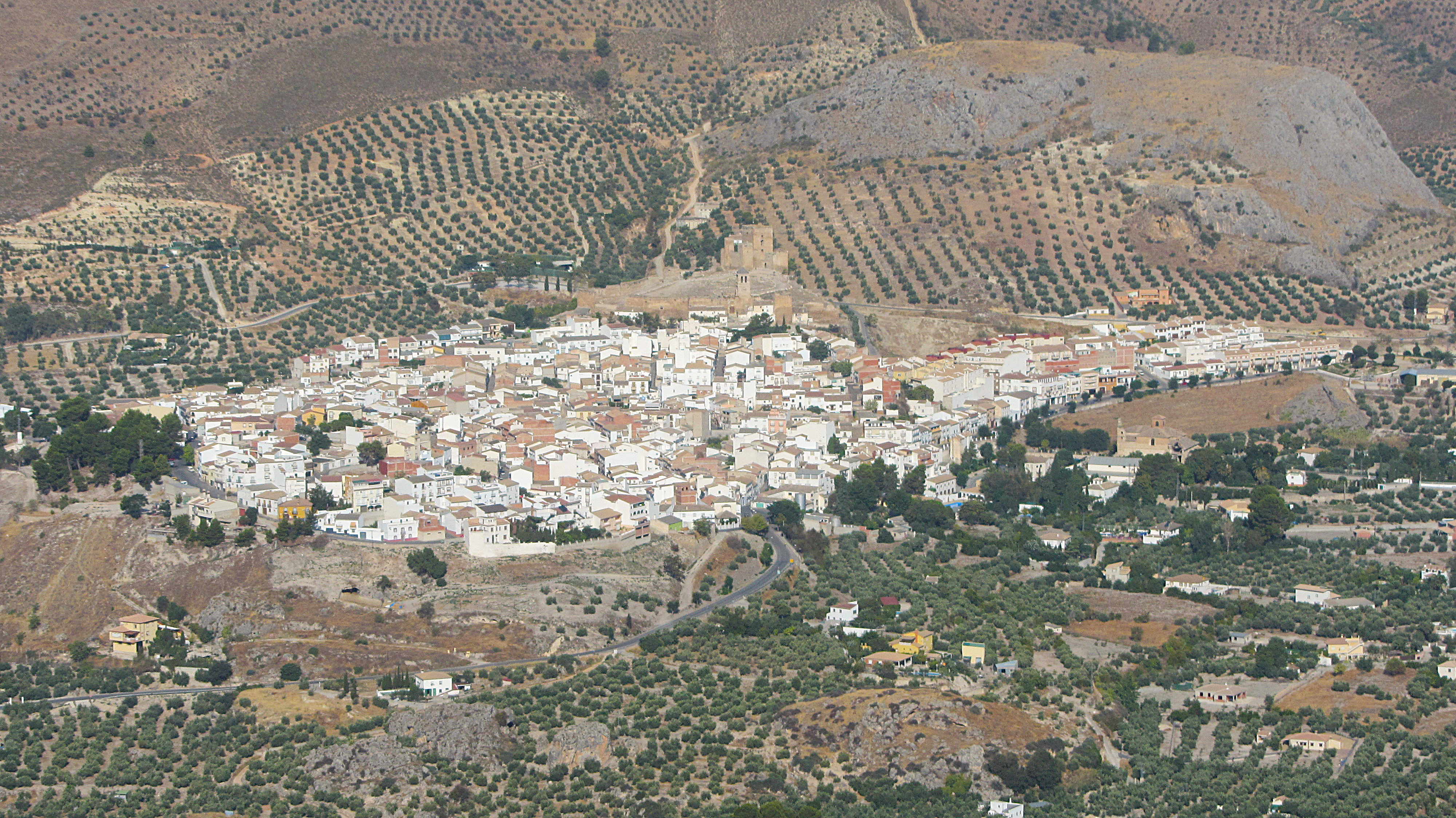

1. ↑  Nomenclátor Geográfico de Municipios y Entidades de Población (20240402 edition)